# Immoidea
Immoidea es una superfamilia pantropical de lepidópteros glosados del clado Ditrysia con una sola familia, Immidae, que incluye 10 géneros y alrededor de 250 especies. La posición taxonómica del grupo es algo incierta. Las larvas se alimentan de dicotiledóneas y de coníferas incluyendo Podocarpus.